# SAIC 홍옌
SAIC 홍옌 자동차 유한공사(영어: SAIC Hongyan Automotive Co., Ltd.)는 중국 충칭시에 본사를 둔 화물자동차 제조 회사이며, SAIC의 자회사인 상하이 신동력 자동차 기술이 소유하고 있다. 이 회사는 2003년 1월 충칭 시와 공동 소유의 충칭 홍옌이라는 이름의 합작투자 회사로 설립되었으며, 그 기원은 1965년에 설립된 중국 제조업체로 거슬러 올라간다. 2007년에는 SAIC와 이베코가 합작 투자의 지분을 인수한 후 SAIC 이베코 홍옌 상용차로 이름이 변경되었다. 2021년 9월, 상하이 신동력 자동차 기술의 완전 소유 자회사가 된 후 현재의 이름을 채택했다. 이 회사는 주로 홍옌 상표로 판매되는 이베코 기반의 대형 트럭 생산에 중점을 두고 있다.

## 역사

### 쓰촨 자동차와 CNHTC (1965년~2001년)
1965년 10월 1일, 중국 정부는 충칭시에 군용 차량 조립 공장인 쓰촨 자동차 제조 공장 건설을 시작했다. 이 공장은 1966년에 생산을 시작했으며, 초기에는 베를리에 기술을 기반으로 홍옌 상표의 군용 차량을 조립했다. 1980년대에 이 공장은 중장비 트럭에 슈타이어-다임러-푸흐 기술을 사용하고 민간 시장에 진출했다. 이 공장은 1990년대에 신제품을 출시하고 중장비 트럭 제품을 다양화했으며, 해외 시장으로의 수출을 늘렸다.

### 충칭 홍옌 (2003년~2005년)
쓰촨 공장은 2001년까지 CNHTC의 일부였으나, 재정난으로 인해 CNHTC가 매각해야 했다. 2002년 12월, 자동차 산업에 종사하는 상장 회사인 시앙 토치(Xiang Torch)와 국영 충칭 중형차 그룹은 충칭 공장을 기반으로 충칭 홍옌 회사를 합작투자로 설립했다. 공식 설립은 2003년 1월이었다. 시앙 토치 51%, 모회사 딜롱(Delong) 4%를 소유했고 나머지는 충칭 중형차 그룹이 소유했다. 딜롱의 주식 붕괴 이후, 시앙 토치는 모회사의 지분을 매입했다. 2003년 12월, 시앙 토치는 이탈리아 회사 이베코와 협력 계약을 체결했으며, 이베코와 충칭 홍옌은 고급 중장비 차량을 공동 개발 및 생산했다. 2005년, 시앙 토치의 대주주인 딜롱이 파산했다. 이 시점에서 충칭 시 국유자산감독관리위원회(충칭 중형차 그룹의 최종 소유주)는 시앙 토치를 강제로 퇴출시키고 충칭 홍옌의 구조 조정을 시작했다.

### SAIC 이베코 홍옌 (2005년~2021년)
2005년 12월, SAIC, 이베코, 충칭 홍옌은 충칭에서 "합작투자 협력 기본 협정"에 서명하며, 공식적으로 합작투자 협력을 시작했다. 이베코는 난징 자동차와 이미 합작투자를 운영하고 있었기 때문에, 동일한 유형의 차량을 생산하는 두 개 이상의 합작투자에 대한 중국의 제한을 피하기 위해 또 다른 중국 합작투자 회사인 창저우 이베코를 종료했다. 2006년 6월, 세 당사자는 합작투자에 관한 양해각서를 체결했다. 2006년 7월, 이베코는 SAIC와 지분을 동등하게 소유하는 SAIC 이베코 상용차 투자 유한회사(SAIC 이베코)를 설립하기 위한 합작투자 협정에 도달했다고 발표했다. 2006년 8월, SAIC 이베코는 상무부의 공식 승인을 받았다. 2006년 9월 18일, SAIC, 충칭 중형차 그룹, 이베코 상용차 투자는 베이징 인민대회당에서 전략적 협력 협정을 체결했다. 10월 중순, SAIC 이베코 홍옌 회사는 마침내 운영을 시작했으며 2007년 5월 최종 정부 승인을 받았다. 합작투자 회사의 공식 설립일은 2007년 6월 5일이었다. SAIC 이베코는 67%의 지분을, 충칭 중형차 그룹은 33%의 지분을 보유했다. SAIC 이베코 홍옌은 신공장 건설을 시작했으며 첫 번째 제품인 젠리온(Genlyon) 중장비 트럭은 2009년에 출시되었다. 두 번째 트럭인 킹칸(Kingkan)은 2011년에 출시되었고 세 번째인 젠트럭(Gentruck)은 2015년에 출시되었다. 중형 트럭인 젠파우(Genpaw)는 2018년에 출시되었다.
2016년 12월, SAIC 이베코는 합작투자에 대한 지분을 12.08%로 줄이고, SAIC는 직접 53.92%의 지분을, 충칭 중형차 그룹의 모회사는 34%를 보유할 것이라고 발표되었다. 2018년, SAIC는 SAIC 이베코로부터 추가로 3.04%를 인수했다.

### SAIC 홍옌 (2021년~현재)
2021년 9월, SAIC 계열사인 상하이 신동력 자동차 기술이 회사의 지분 전체를 인수하여 완전 소유 자회사로 만들면서 회사명은 SAIC 홍옌 자동차 유한회사로 변경되었다.

## 운영 및 제품

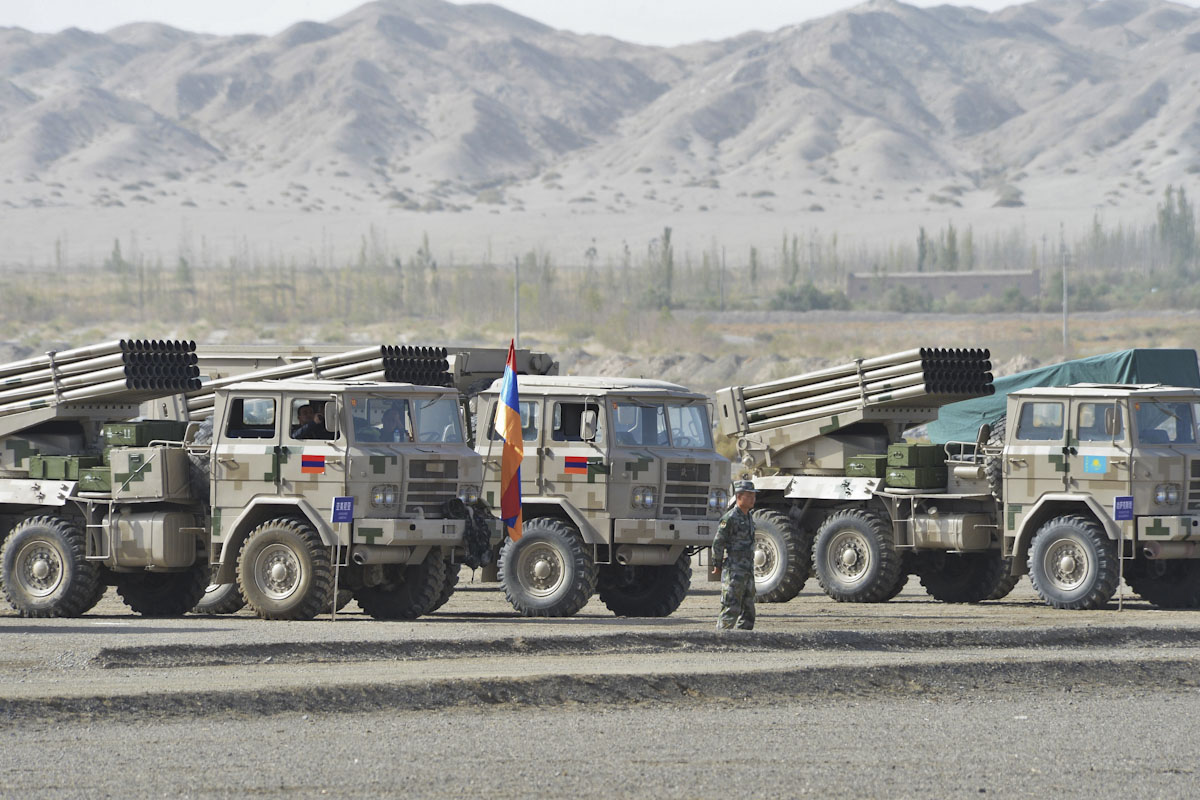
홍옌 OQ261

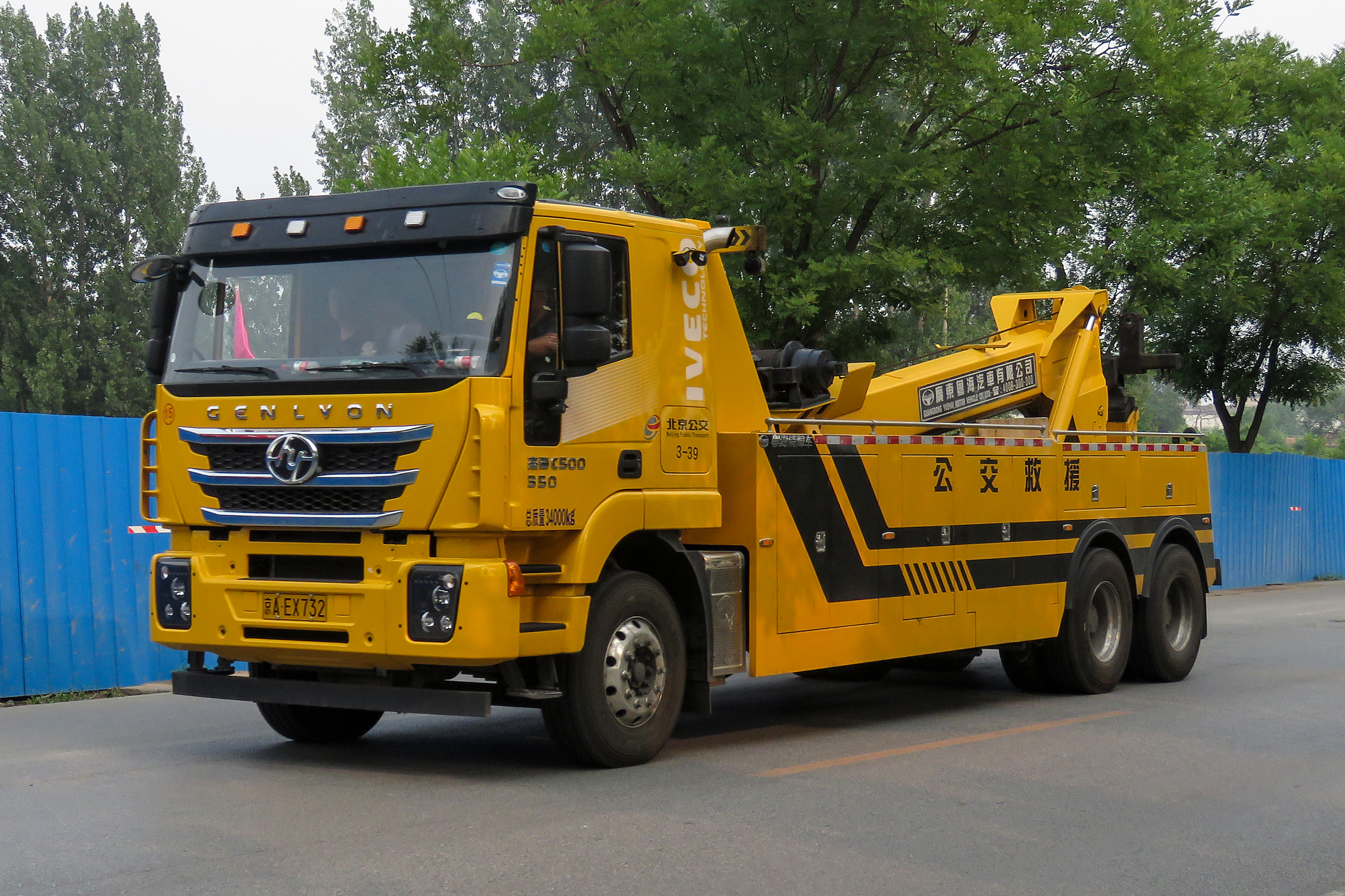
2018년 촬영된 홍옌 젠리온 트럭

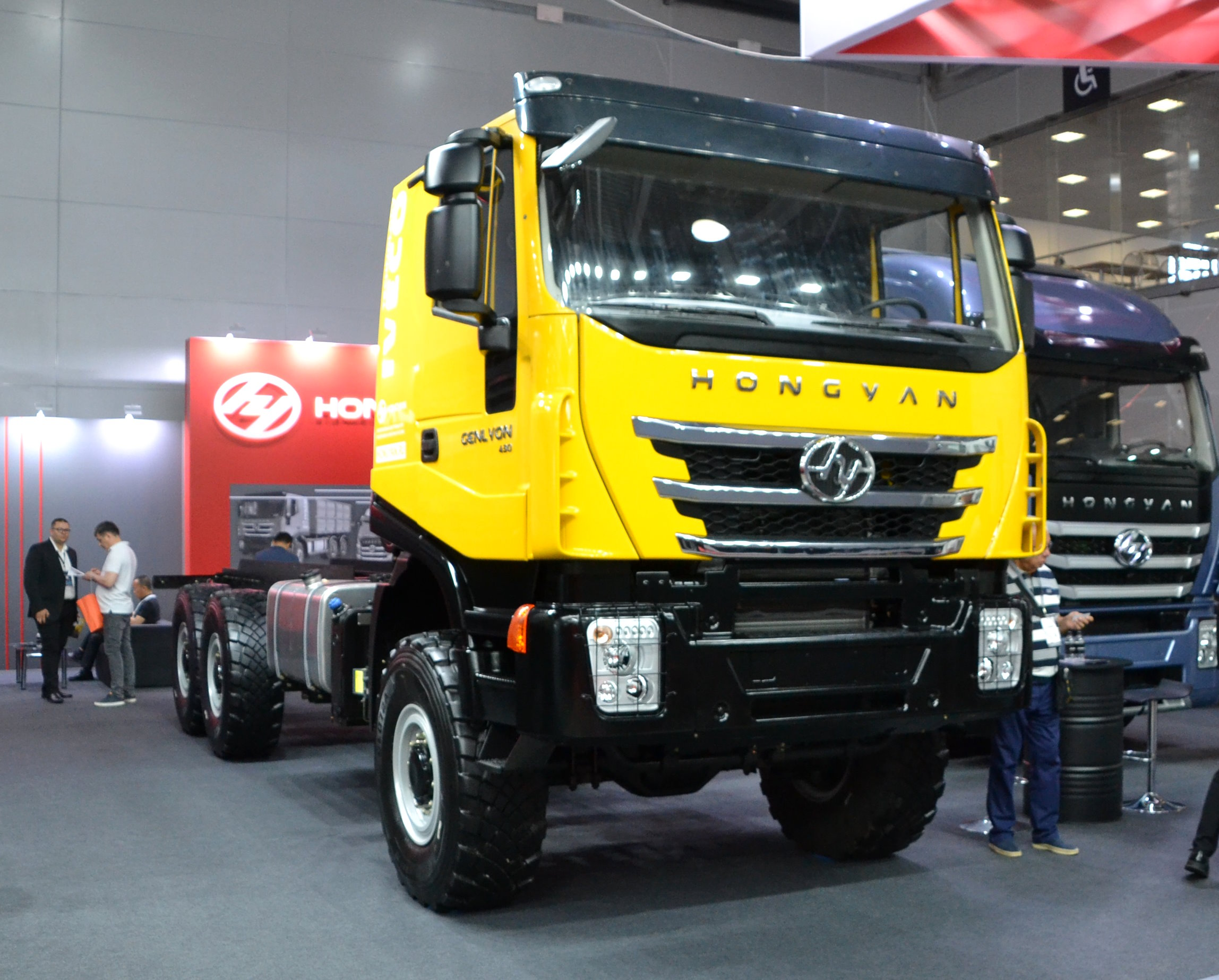
2024년 모스크바에서 촬영된 홍옌 젠리온 중장비 트럭

SAIC 홍옌의 시설은 충칭의 량장 신구에 있다. 연간 최대 80,000대의 차량을 조립할 수 있는 제조 공장은 이베코의 마드리드 공장을 본떠 만들어졌다. SAIC 홍옌 액슬 유한회사는 연간 최대 300,000개의 액슬을 생산할 수 있는 완전 소유 자회사이다. SAIC 홍옌은 고속도로 물류 및 공학, 건설 및 특수 목적 중장비 차량용으로 160에서 560 미터법 마력 사이의 중형 트럭을 생산한다. 중국에서는 홍옌 상표로 제품을 판매하고, 수출 시장에서는 홍옌과 이베코 상표를 모두 사용한다. 2019년, SAIC 홍옌이 생산하는 트럭에는 젠리온(이베코 스트랄리스 AS 기반), 킹칸, 젠파우 및 젠트럭이 포함된다.